# Aureocramboides
Aureocramboides és un gènere d'arnes de la família Crambidae.

## Taxonomia
- Aureocramboides apollo Bleszynski, 1961
- Aureocramboides mopsos Bassi, 1991